# Documenta 12

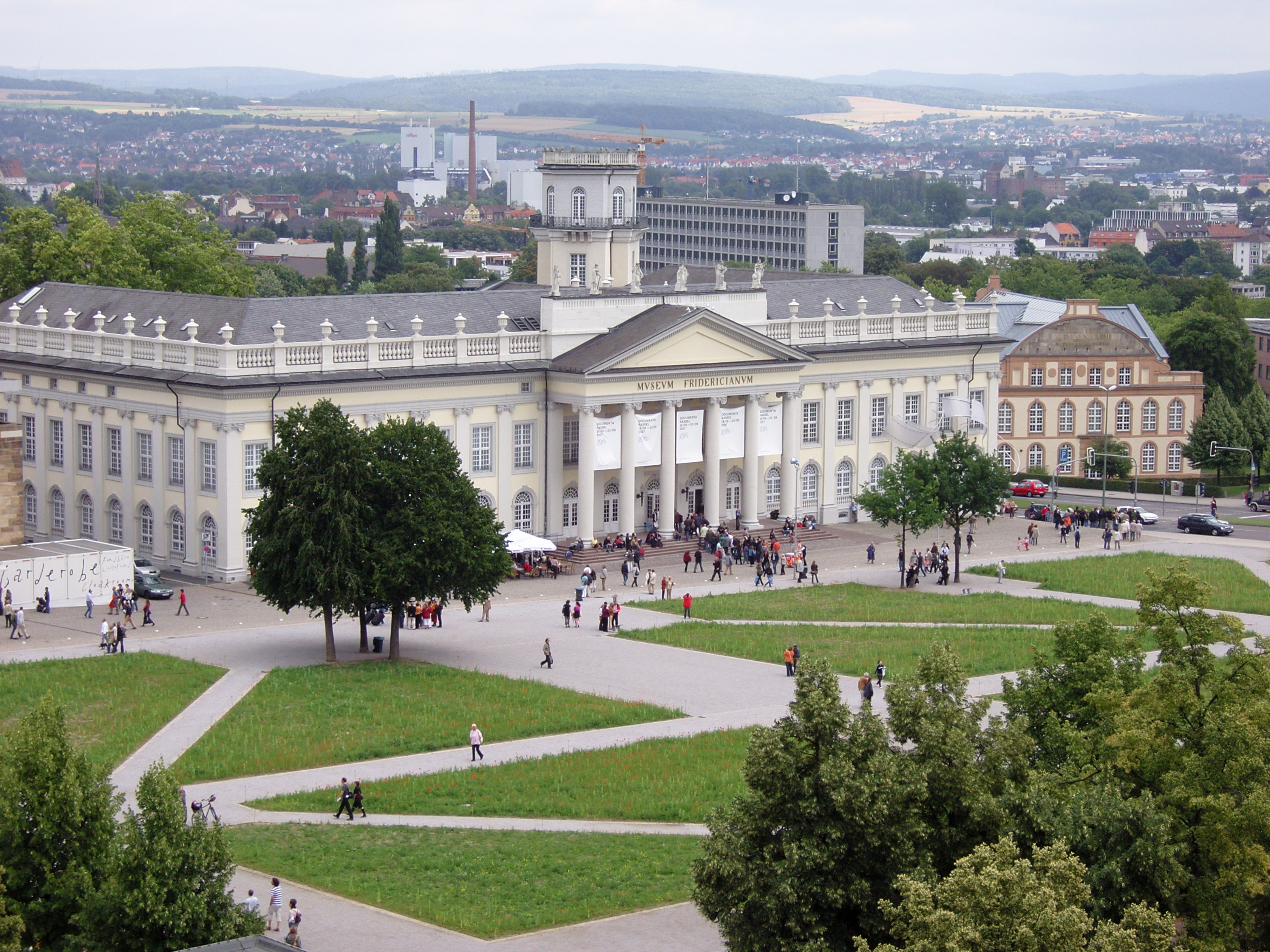
El Fridericianum durant la documenta 12, amb les roselles florides de Friedrichplatz

La documenta 12 va ser la dotzena edició de la documenta, l'exposició d'art contemporani més important del món. Va tenir lloc a Kassel del 16 de juny al 23 de setembre del 2007. El director artístic de la documenta 12 fou Roger-Martin Buergel i la comissària, Ruth Noack. En els diversos espais de l'exposició es van mostrar més de 500 obres de més de 100 artistes d'arreu del món.

## Fils conductors
La documenta 12 es va estructurar al voltant de tres fils conductors que tenen forma de pregunta:
- És la modernitat la nostra antiguitat?, que es pregunta pel sentit actual de la Modernitat.

- Què és la vida nua?, que es refereix a la fragilitat física de la persona i evoca les experiències límit de la tortura i els camps de concentració, d'una banda, i de l'èxtasi místic, de l'altra.

- Què cal fer?, apunta a la comunicació del fenomen artístic i a la funció que ha de tenir la documenta en l'àmbit de la formació de les persones.

## Artistes participants

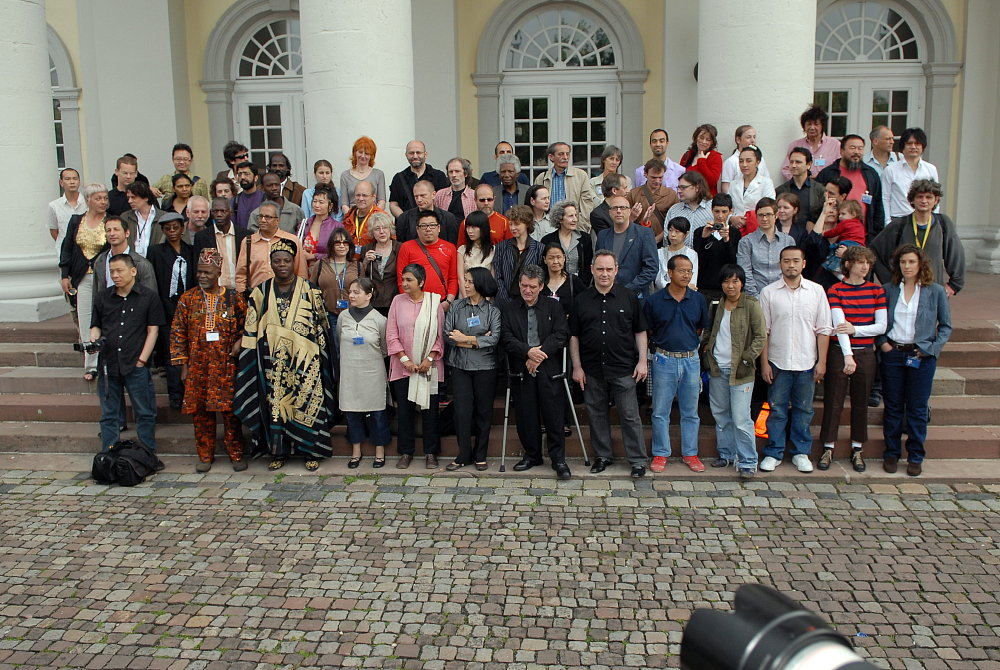
Artistes de la documenta 12 davant del Fridericianum

El 13 de juny del 2007 es va presentar, en el marc d'una conferència de premsa, la següent llista, que inclou 114 noms:
A 

Sonia Abian Rose, Ferran Adrià, Saâdane Afif, Ai Weiwei, Halil Altindere, Eleanor Antin, Aoki Ryoko, David Aradeon, Ibon Aranberri
B 

Monika Baer, Maja Bajevic, Yael Bartana, Mária Bartuszová, Ricardo Basbaum, Johanna Billing, Cosima von Bonin, Trisha Brown
C 

Graciela Carnevale, James Coleman, Alice Creischer
D 

Danica Dakic, Juan Davila, Dias & Riedweg, Gonzalo Díaz, Atul Dodiya, Ines Doujak, Lili Dujourie, Lukas Duwenhögger 
F 

Harun Farocki, León Ferrari, Iole de Freitas, Peter Friedl
G 

Poul Gernes, Andrea Geyer, Simryn Gill, David Goldblatt, Sheela Gowda, Ion Grigorescu, Grupo de artistas de vanguardia (Archivio Tucumán Arde), Dmitri Gutov
H 

Romuald Hazoumé, Hu Xiaoyuan
I 

Sanja Iveković
J 

Luis Jacob, Jorge Mario Jáuregui 
K 

Amar Kanwar, Mary Kelly, Bela Kolárová, Abdoulaye Konaté, Bill Kouélany, Jirí Kovanda, Sakarin Krue-On, Zofia Kulik, KwieKulik
L 

Louise Lawler, Zoe Leonard, Lin Yilin, Lee Lozano, Lu Hao 
M 

Churchill Madikida, Iñigo Manglano-Ovalle, Kerry James Marshall, Agnes Martin, John McCracken, Nasreen Mohamedi, Andrei Monastyrski 
N 

Olga Neuwirth
O 

J.D. 'Okhai Ojeikere, Anatoli Osmolovsky, George Osodi, Jorge Oteiza
P 

Annie Pootoogook, Charlotte Posenenske, Kirill Preobrazhenskiy, Florian Pumhösl 
R 

Yvonne Rainer, CK Rajan, Gerhard Richter, Alejandra Riera, Gerwald Rockenschaub, Lotty Rosenfeld, Martha Rosler 
S 

Luis Sacilotto, Mira Schendel, Dierk Schmidt, Kateřina Šedá, Allan Sekula, Ahlam Shibli, Andreas Siekmann, Nedko Solakov, Jo Spence, Grete Stern, Hito Steyerl, Imogen Stidworthy, Mladen Stilinovic, Jürgen Stollhans, Shooshie Sulaiman, Oumou Sy, Alina Szapocznikow
T 

Tanaka Atsuko, David Thorne (mit/und Katya Sander, Ashley Hunt, Sharon Hayes, Andrea Geyer), Guy Tillim, Tseng Yu-Chin
V 

Lidwien van de Ven 
W 

Simon Wachsmuth
X 

Xie Nanxing 
Y 

Yan Lei
Z

Zheng Guogu, Artur Żmijewski

## La polèmica: la cuina pot ser art contemporani?
Aquesta edició de la documenta va ser polèmica per la participació del cuiner català Ferran Adrià, que molts consideren inadequada en una exposició d'art. El director artístic Roger-Martin Buergel va declarar al respecte:
"He convidat el Ferran Adrià perquè ha aconseguit crear el seu propi llenguatge, que s'ha convertit en quelcom de molt influent en l'escena internacional. Això és el que m'interessa, i no si la gent el percep com a art o no. És important dir que la intel·ligència artística no depèn del suport, no s'ha d'identificar l'art només amb la fotografia, l'escultura, la pintura…, ni tampoc amb la cuina en un sentit general. Però sota determinades circumstàncies la cuina també es pot considerar art."